# Голям Ик
Голям Ик (на руски: Большой Ик; на башкирски: Оло Эйек) е река в Република Башкортостан и Оренбургска област на Русия, десен приток на Сакмара (десен приток на Урал). Дължина 341 km. Площ на водосборния басейн 7670 km².

## Извор, течение, устие
Река Голям Ик извира на 650 m н.в., от западните склонове на Южен Урал, на 2 km западно от село Надеждински, в южната част на Република Башкортостан. В горното течение тече на запад през Зилаирското плато, в дълбока и тясна планинска долина, с бързо течение и малки прагове. При село Мраково излиза от планините и завива на юг, като протича през хълмисти райони и течението ѝ е съпроводено с множество кривулици (меандри) и старици (изоставено речно корито). Влива се отдясно в река Сакмара (десен приток на Урал), при нейния 220 km, на 135 m н.в., на 3 km североизточно от село Саракташ, в северната част на Оренбургска област.

## Водосборен басейн, притоци
Водосборният басейн на Голям Ик има площ от 7670 km², което представлява 25,4% от водосборния басейн на река Сакмара. На север водосборният басейн на Голям Ик граничи с водосборния басейн на река Белая (ляв приток на Кама), на запад – с водосборния басейн на река Самара (ляв приток на Волга), а на изток, югоизток и югозапад – с водосборните басейни на по-малки реки, десни притоци на Сакмара. Основни притоци: леви – Иняк (82 km), Голям Сурен (131 km), Асел (51 km); десни – Малък Ик (118 km).

## Хидроложки показатели, населени места
Има смесено подхранване с преобладаване на снежното. Среден годишен отток на 36 km от устието 56,8 m³/s. Долината на реката, особено в средното и долното течение е гъсто заселена, като в нея са разположени множество, предимно малки населени места, в т.ч. районните центрове селата Мраково и Исянгулово в Република Башкортостан.